# Eugenia kalbreyeri
Eugenia kalbreyeri är en myrtenväxtart som beskrevs av Adolf Engler och Wilhelm Georg Baptist Alexander von Brehmer. Eugenia kalbreyeri ingår i släktet Eugenia och familjen myrtenväxter. Inga underarter finns listade i Catalogue of Life.